# بریدنتون غربی، فلوریدا
وست بریدنتون (به انگلیسی: West Bradenton) یک منطقهٔ مسکونی در ایالات متحده آمریکا است که در شهرستان ماناته، فلوریدا واقع شده‌است. وست بریدنتون ۳٫۷ کیلومتر مربع مساحت و ۴٬۴۴۴ نفر جمعیت دارد و ۵ متر بالاتر از سطح دریا واقع شده‌است.